# Гари Медел
Гари Медел (на испански: Gary Medel) е чилийски футболист, полузащитник, който играе за Универсидад Католика.

## Кариера

### Ранна
Медел е юноша на Универсидад Католика.
На 20 юли 2009 г. той преминава в Бока Хуниорс първоначалнпо под наем за 300 000 щатски долара с опция за закупуване за 2.5 милиона долара, като Дамиан Диас е изпратен в обратната посока. Медел казва за трансфера: „Това е една сбъдната мечта, Бока е много голям клуб, а играчът, на който много се възхищавам е Хуан Роман Рикелме и съм много щастлив да играя до него“. Медел вкарва и двата гола в победата с 2:0 в Суперкласико срещу Ривър Плейт на 25 март 2010 г.

### Севиля
Медел се присъединява към Севиля за 3 млн. евро на 28 януари 2011 г., с договор за 4.5 години, в същия ден, когато клубът подписва и с Иван Ракитич.
На 12 февруари той прави дебюта си в Ла лига, играейки всичките 90 минути от поражението с 2:3 от Расинг Сантандер.

### Кардиф Сити
На 11 август 2013 г. Кардиф Сити потвърждава, че е постигнато споразумение с Гари Медел за 11 млн. евро. Прави дебют за клуба на 17 август, при загубата 0:2 срещу Уест Хям Юнайтед.

### Интер
След изпадането в Кардиф, Медел преминава в италианския клуб Интер за 10 млн. паунда на 9 август 2014 г. Сумата, която е с 1 млн. паунда по-малко от това, което Кардиф плаща за Медел е критикувана от бившия нападател Нейтън Блейк, но е опроверган от мениджъра на Кардиф Оле Гунар Солскяер.
На 31 октомври 2015 г. Медел вкарва първият си гол за Интер срещу Рома.
На 23 октомври 2016 г. при победата с 2:1 над Аталанта, Медел удря Ясмин Куртич в лицето с лявата си ръка, инцидент, който не е забелязан от съдията. Ден по-късно обаче, той е наказан за три мача от Серия А.
На 20 ноември 2016 г. в дербито на Милано срещу Милан, Медел играе 37 минути, а след това е заменен от Хейсон Мурийо поради травма на коляното. След мача, който завършва с равен резултат 2:2, е потвърдено, че Медел е увредил страничен менискус и ще бъде извън игра до януари 2017 г.

### Бешикташ
На 11 август 2017 г. Медел подписва с турския шампион Бешикташ за 3 млн. евро. Договорът му е за 3 години.

### Болоня
На 29 август 2019 г. Медел подписва тригодишен договор с Болоня за 2,5 милиона евро. Той дебютира срещу СПАЛ 2013 на 30 август 2019 г.

### Вашко да Гама
През юли 2023 г. той се завръща в Южна Америка и подписва с бразилския Вашко да Гама.

## Отличия

### Международни
Чили
- Копа Америка: 2015, 2016

### Индивидуални
- Футболист на годината в Чили: 008[22]
- Футболист на годината в Универсидад Католика: 2008[23]
- Отбор на Копа Либертадорес: 2008[24]
- Отбор на годината на Южна Америка: 2009[25]
- Отбор на турнира Копа Америка: 2015, 2016[26]